# Арчі Вільямс
Арчибальд Франклін Вільямс (англ. Archibald Franklin Williams; нар. 1 травня 1915 — пом. 24 червня 1993) — американський легкоатлет, який спеціалізувався в бігу на короткі дистанції.

## Із життєпису
Олімпійський чемпіон-1936 з бігу на 400 метрів.
Екс-рекордсмен світу з бігу на 400 метрів.
Учасник Другої світової війни у складі повітряних сил США. Пішов з військової служби у відставку в 1964.
Працював вчителем з комп'ютерних технологій.

## Основні міжнародні виступи
| Рік  | Змагання         | Місто  | Місце | Дисципліна |
| ---- | ---------------- | ------ | ----- | ---------- |
| 1936 | Олімпійські ігри | Берлін | 1     | 400 м      |